# Industrielle Hauptgruppen
Die Industriellen Hauptgruppen stellen Kategorien der in der Europäischen Union gebräuchlichen Klassifikation von ökonomischen Aktivitäten dar, die unter der englischen Abkürzung MIGS (Main Industrial Groupings) bekannt ist. Diese Klassifikation wird für die Konjunkturstatistik verwendet und beruht auf der Statistischen Systematik der Wirtschaftszweige in der Europäischen Gemeinschaft (NACE). Die Definition der industriellen Hauptgruppen wurde in der Verordnung (EG) Nr. 1165/98 gefordert und mit der Verordnung (EG) Nr. 586/2001 umgesetzt. Eine Anpassung an NACE v2 erfolgte mit Verordnung (EG) Nr. 656/2007.

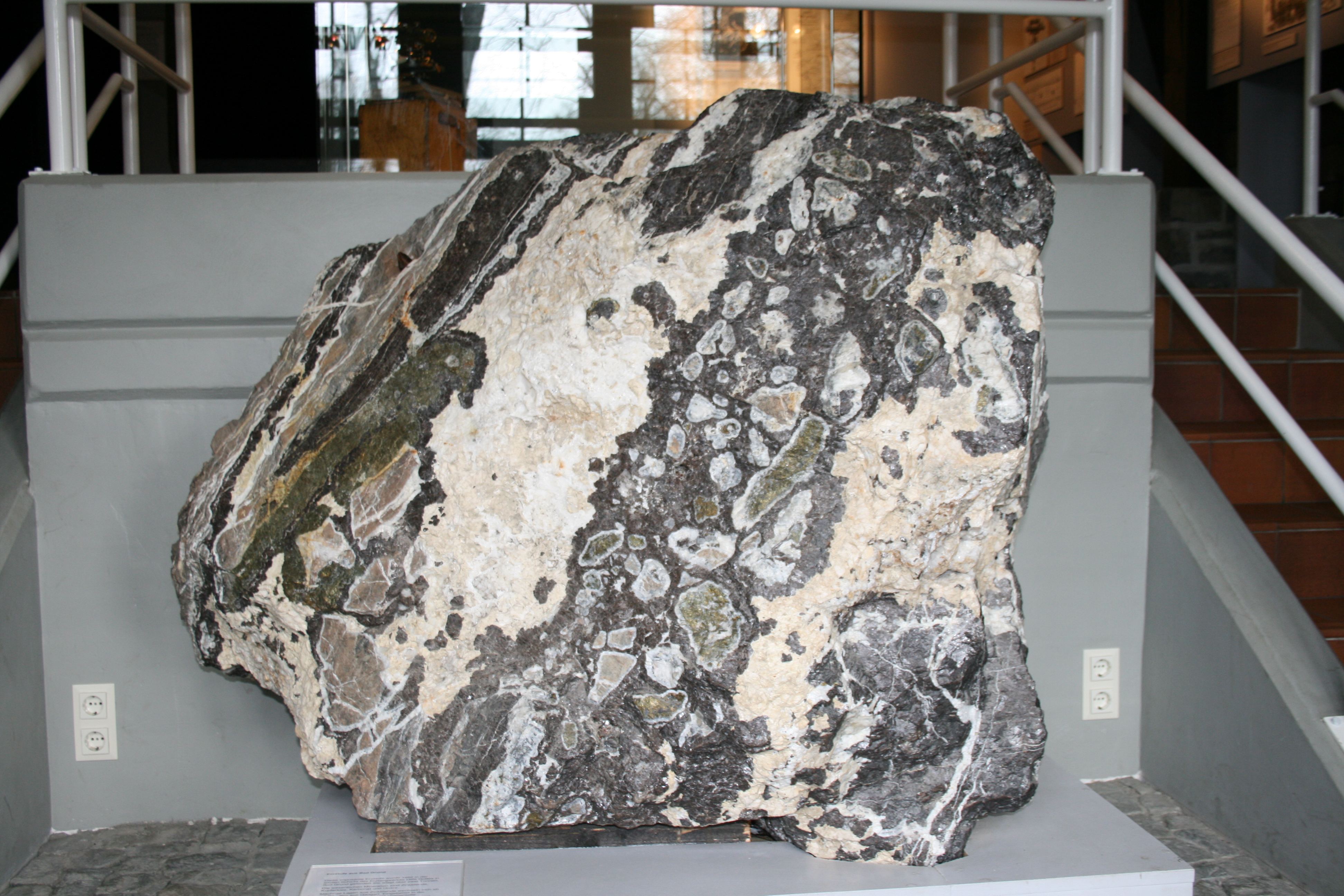
Vorleistungsgut Erzbrocken
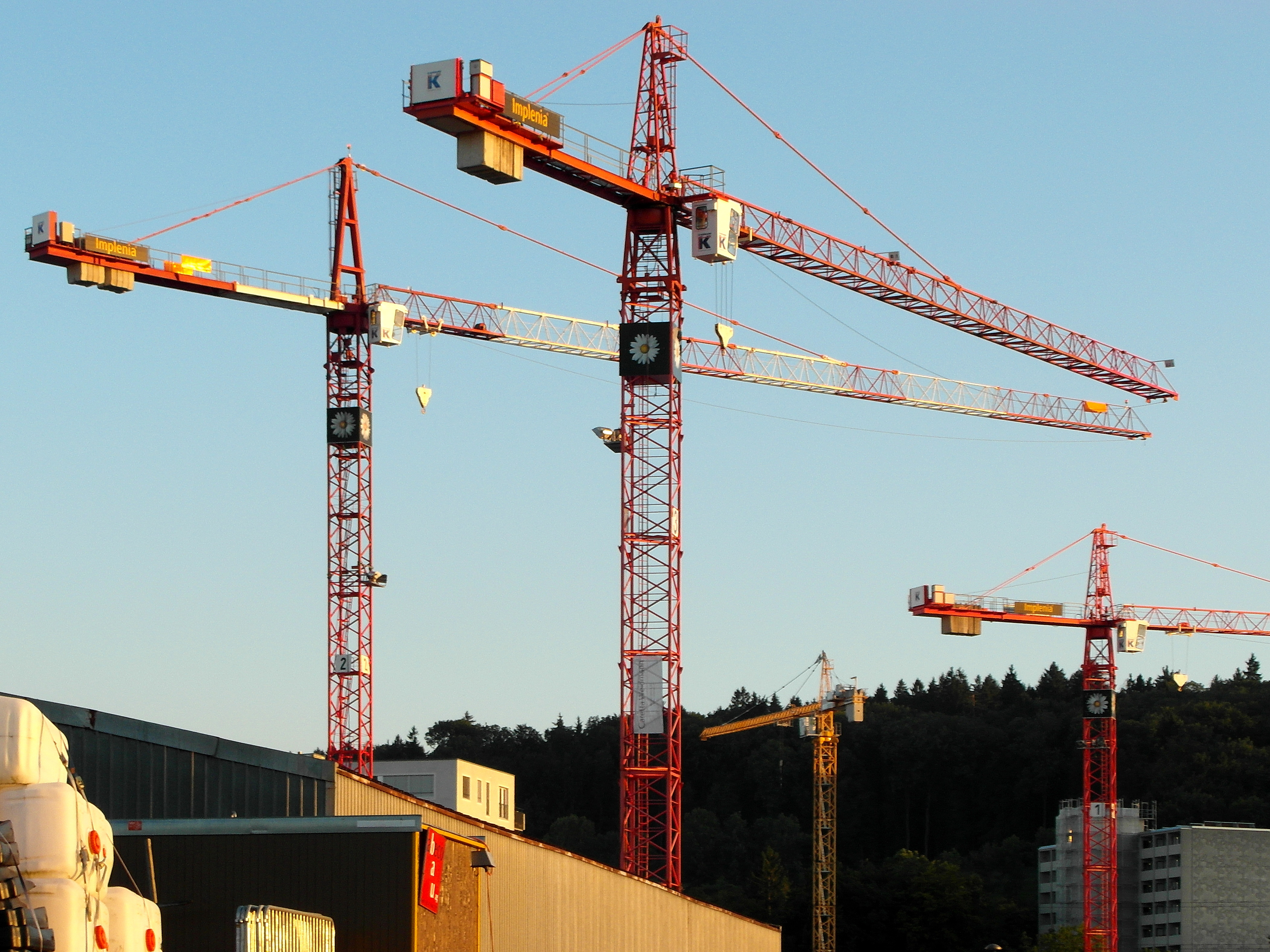
Investitionsgut Baukräne
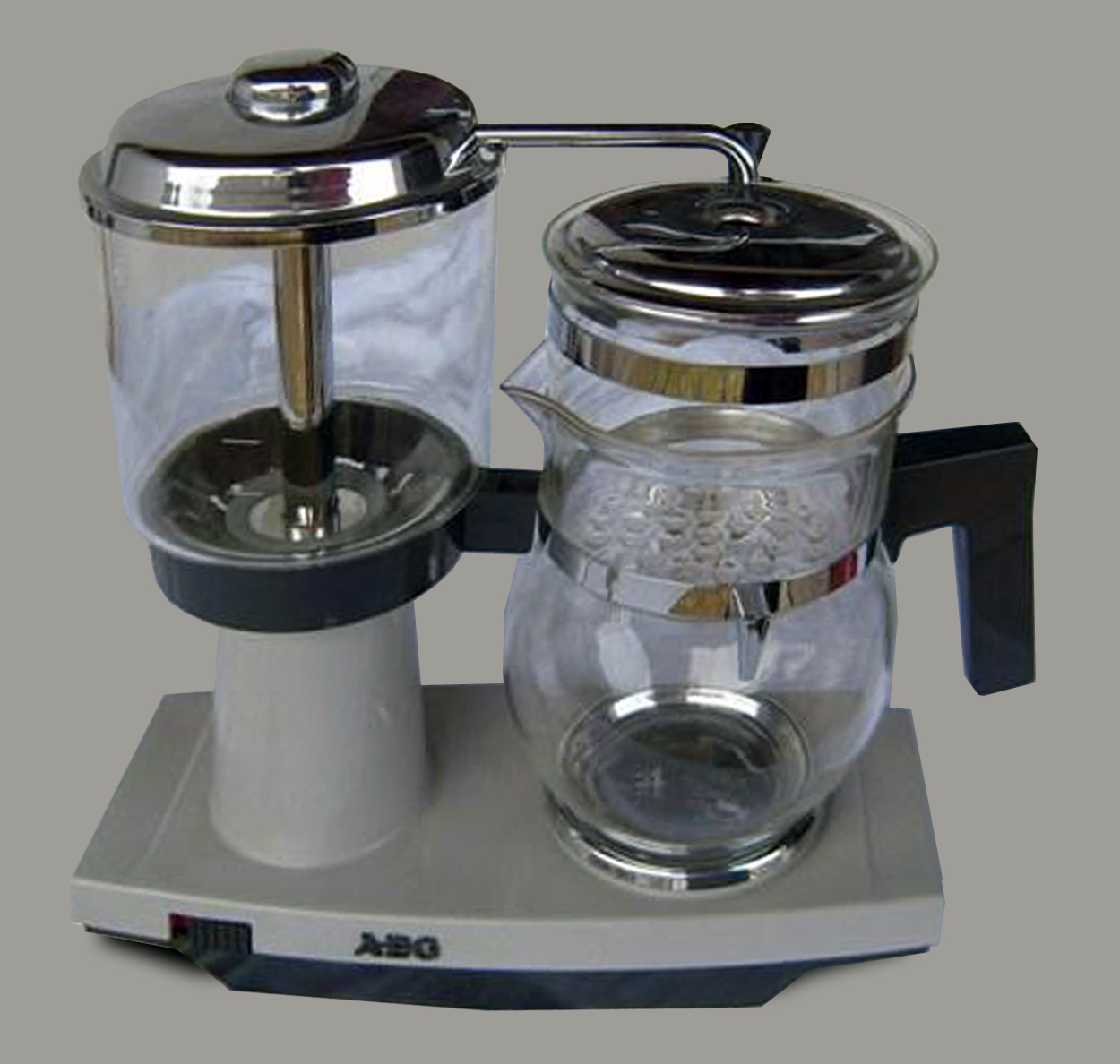
Gebrauchsgut Haushaltsgerät
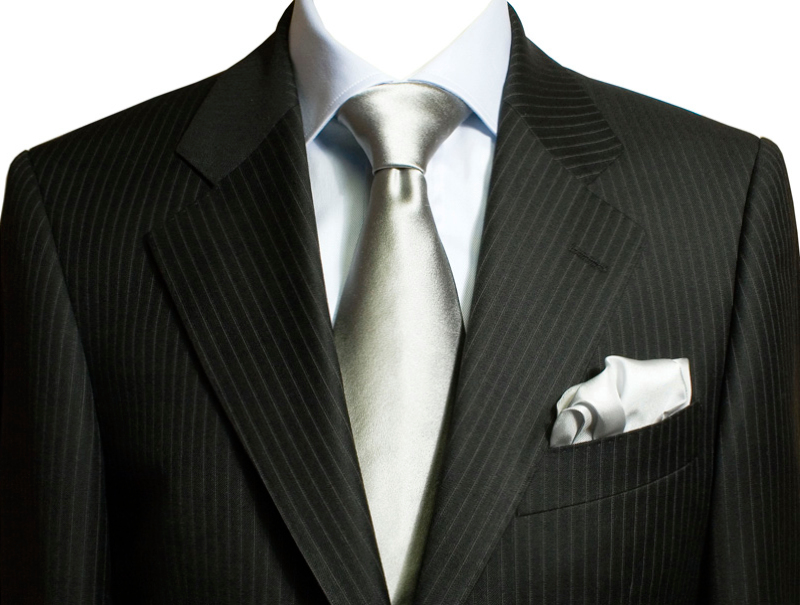
Verbrauchsgut Textilware

Die MIGS-Klassifikation unterscheidet die ökonomischen Aktivitäten in solche für Vorleistungsgüter, Investitionsgüter, Verbrauchsgüter, Gebrauchsgüter und Energieerzeugung.

## Vorleistungsgüter
| NACE | Bezeichnung |
| ---- | --- |
| 07   | Erzbergbau |
| 08   | Gewinnung von Steinen und Erden, sonstiger Bergbau |
| 09   | Erbringung von Dienstleistungen für den Bergbau und für die Gewinnung von Steinen und Erden                                                                |
| 10.6 | Mahl- und Schälmühlen, Herstellung von Stärke und Stärkeerzeugnissen                                                                                       |
| 10.9 | Herstellung von Futtermitteln |
| 13.1 | Spinnstoffaufbereitung und Spinnerei |
| 13.2 | Weberei |
| 13.3 | Veredlung von Textilien und Bekleidung |
| 16   | Herstellung von Holz-, Flecht-, Korb- und Korkwaren (ohne Möbel)                                                                                           |
| 17   | Herstellung von Papier, Pappe und Waren daraus |
| 20.1 | Herstellung von chemischen Grundstoffen, Düngemitteln und Stickstoffverbindungen, Kunststoffen in Primärformen und synthetischem Kautschuk in Primärformen |
| 20.2 | Herstellung von Schädlingsbekämpfungs-, Pflanzenschutz- und Desinfektionsmitteln                                                                           |
| 20.3 | Herstellung von Anstrichmitteln, Druckfarben und Kitten |
| 20.5 | Herstellung von sonstigen chemischen Erzeugnissen |
| 20.6 | Herstellung von Chemiefasern |
| 22   | Herstellung von Gummi- und Kunststoffwaren |
| 23   | Herstellung von Glas und Glaswaren, Keramik, Verarbeitung von Steinen und Erden                                                                            |
| 24   | Metallerzeugung und -bearbeitung |
| 25.5 | Herstellung von Schmiede-, Press-, Zieh- und Stanzteilen, gewalzten Ringen und pulvermetallurgischen Erzeugnissen                                          |
| 25.6 | Oberflächenveredlung und Wärmebehandlung; Mechanik a. n. g.                                                                                                |
| 25.7 | Herstellung von Schneidwaren, Werkzeugen, Schlössern und Beschlägen aus unedlen Metallen                                                                   |
| 25.9 | Herstellung von sonstigen Metallwaren Vorleistungsgüter |
| 26.1 | Herstellung von elektronischen Bauelementen und Leiterplatten                                                                                              |
| 26.8 | Herstellung von magnetischen und optischen Datenträgern |
| 27.1 | Herstellung von Elektromotoren, Generatoren, Transformatoren, Elektrizitätsverteilungs- und -schalteinrichtungen                                           |
| 27.2 | Herstellung von Batterien und Akkumulatoren |
| 27.3 | Herstellung von Kabeln und elektrischem Installationsmaterial                                                                                              |
| 27.4 | Herstellung von elektrischen Lampen und Leuchten |
| 27.9 | Herstellung von sonstigen elektrischen Ausrüstungen und Geräten a. n. g.                                                                                   |

## Investitionsgüter
| NACE | Bezeichnung                                                                                                |
| ---- | --- |
| 25.1 | Stahl- und Leichtmetallbau                                                                                 |
| 25.2 | Herstellung von Metalltanks und -behältern; Herstellung von Heizkörpern und -kesseln für Zentralheizungen  |
| 25.3 | Herstellung von Dampfkesseln (ohne Zentralheizungskessel)                                                  |
| 25.4 | Herstellung von Waffen und Munition                                                                        |
| 26.2 | Herstellung von Datenverarbeitungsgeräten und peripheren Geräten                                           |
| 26.3 | Herstellung von Geräten und Einrichtungen der Telekommunikationstechnik                                    |
| 26.5 | Herstellung von Mess-, Kontroll-, Navigations- u. ä. Instrumenten und Vorrichtungen; Herstellung von Uhren |
| 26.6 | Herstellung von Bestrahlungs- und Elektrotherapiegeräten und elektromedizinischen Geräten                  |
| 28   | Maschinenbau                                                                                               |
| 29   | Herstellung von Kraftwagen und Kraftwagenteilen                                                            |
| 30.1 | Schiffs- und Bootsbau                                                                                      |
| 30.2 | Schienenfahrzeugbau                                                                                        |
| 30.3 | Luft- und Raumfahrzeugbau                                                                                  |
| 30.4 | Herstellung von militärischen Kampffahrzeugen                                                              |
| 32.5 | Herstellung von medizinischen und zahnmedizinischen Apparaten und Materialien                              |
| 33   | Reparatur und Installation von Maschinen und Ausrüstungen                                                  |

## Gebrauchsgüter
| NACE | Bezeichnung                                                           |
| ---- | --------------------------------------------------------------------- |
| 26.4 | Herstellung von Geräten der Unterhaltungselektronik                   |
| 26.7 | Herstellung von optischen und fotografischen Instrumenten und Geräten |
| 27.5 | Herstellung von Haushaltsgeräten                                      |
| 30.9 | Herstellung von Fahrzeugen a. n. g.                                   |
| 31   | Herstellung von Möbeln                                                |
| 32.1 | Herstellung von Münzen, Schmuck und ähnlichen Erzeugnissen            |
| 32.2 | Herstellung von Musikinstrumenten                                     |

## Verbrauchsgüter
| NACE | Bezeichnung                                                                                     |
| ---- | ----------------------------------------------------------------------------------------------- |
| 10.1 | Schlachten und Fleischverarbeitung                                                              |
| 10.2 | Fischverarbeitung                                                                               |
| 10.3 | Obst- und Gemüseverarbeitung                                                                    |
| 10.4 | Herstellung von pflanzlichen und tierischen Ölen und Fetten                                     |
| 10.5 | Milchverarbeitung                                                                               |
| 10.7 | Herstellung von Back- und Teigwaren                                                             |
| 10.8 | Herstellung von sonstigen Nahrungsmitteln                                                       |
| 11   | Getränkeherstellung                                                                             |
| 12   | Tabakverarbeitung                                                                               |
| 13.9 | Herstellung von sonstigen Textilwaren                                                           |
| 14   | Herstellung von Bekleidung                                                                      |
| 15   | Herstellung von Leder, Lederwaren und Schuhen                                                   |
| 18   | Herstellung von Druckerzeugnissen; Vervielfältigung von bespielten Ton-, Bild- und Datenträgern |
| 20.4 | Herstellung von Seifen, Wasch-, Reinigungs- und Körperpflegemitteln sowie von Duftstoffen       |
| 21   | Herstellung von pharmazeutischen Erzeugnissen                                                   |
| 32.3 | Herstellung von Sportgeräten                                                                    |
| 32.4 | Herstellung von Spielwaren                                                                      |
| 32.9 | Herstellung von Erzeugnissen a. n. g.                                                           |

## Energie

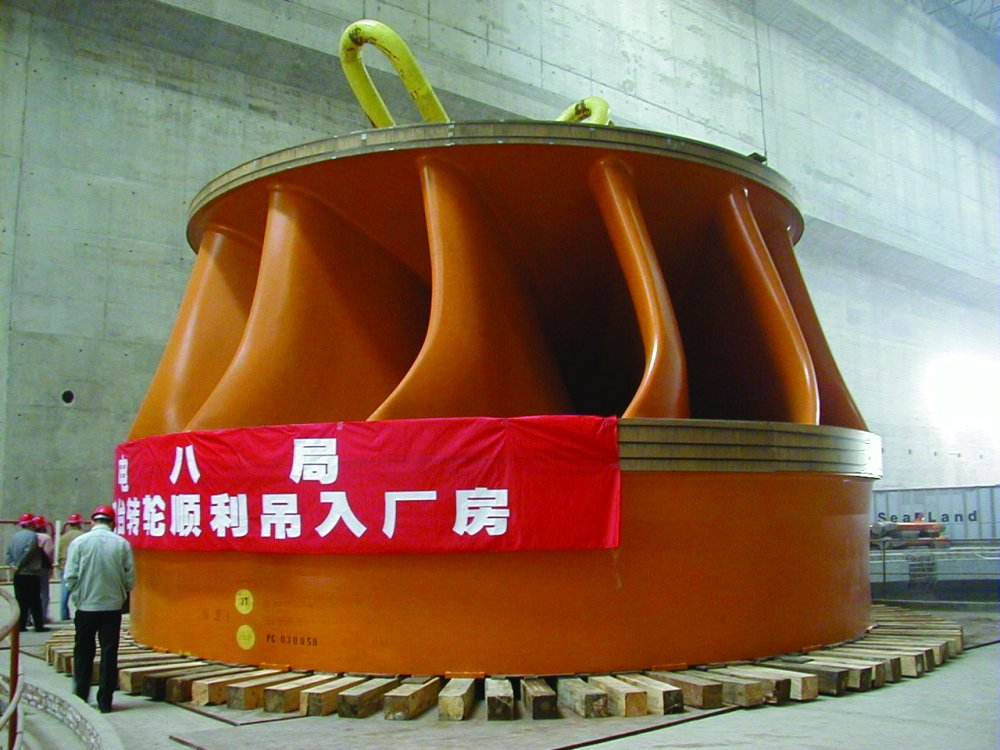
Turbine im größten chinesischen Wasserkraftwerk

| NACE | Bezeichnung                       |
| ---- | --------------------------------- |
| 05   | Kohlenbergbau                     |
| 06   | Gewinnung von Erdöl und Erdgas    |
| 19   | Kokerei und Mineralölverarbeitung |
| 35   | Energieversorgung                 |
| 36   | Wasserversorgung                  |